# Абегондо
Абегондо (гал. Abegondo, ісп. Abegondo) — муніципалітет в Іспанії, у складі автономної спільноти Галісія, у провінції Ла-Корунья. Населення — 5798 осіб (2009).
Муніципалітет розташований на відстані близько 493 км на північний захід від Мадрида, 18 км на південь від Ла-Коруньї.
Муніципалітет складається з таких паррокій: Абегондо, Кабанас, Сернеда, Кос, Крендес, Кульєргондо, Фігероа, Фольгосо, Лейро, Ліміньйон, Мабегондо, Меангос, Монтоуто, Орто, Преседо, Сарандос, Вілакова, Віос, Вісоньйо.

## Демографія
Динаміка населення (INE ):

## Галерея зображень

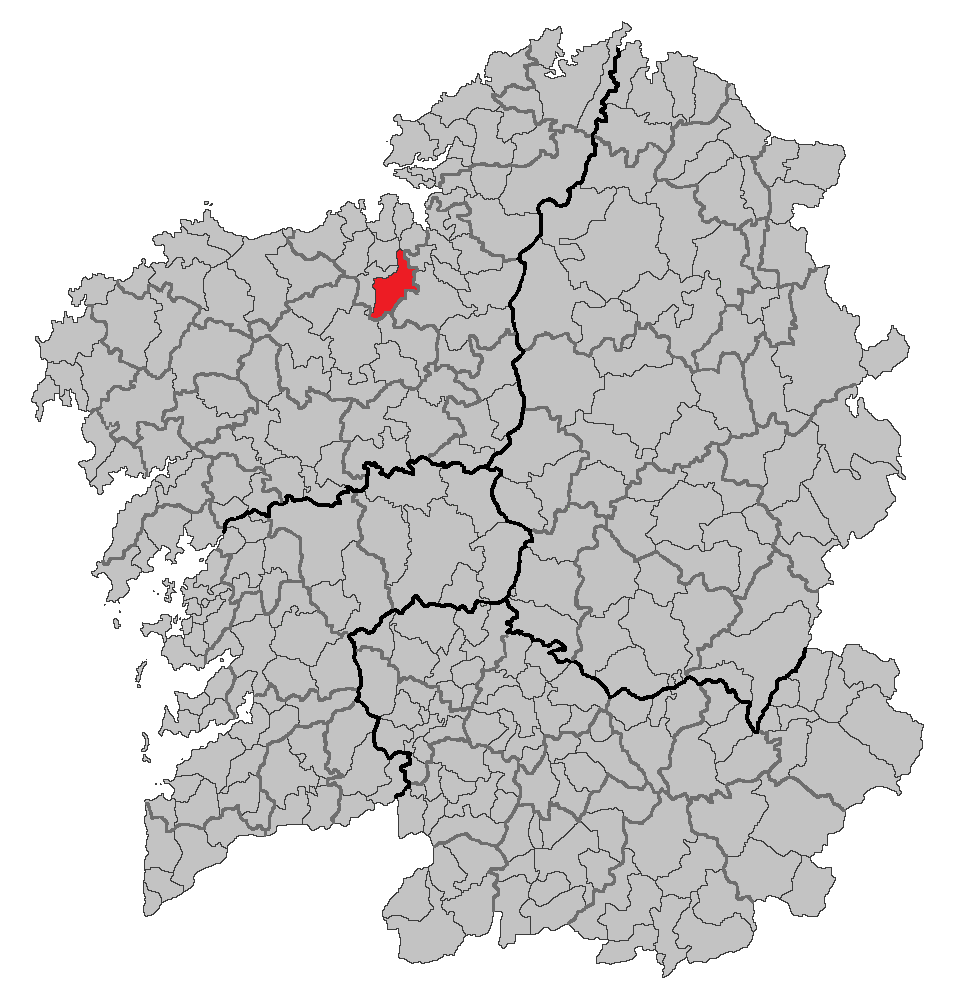
Розташування муніципалітету